# Jerzy Gablenz

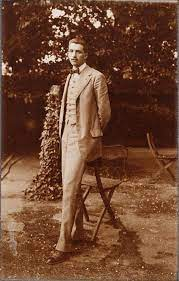
Gablenz in 1912

Jerzy Gablenz (Krakau, 23 januari 1888 – Piaseczno (bij Warschau), 11 november 1937) was een Pools componist, pianist, dirigent en muziekpedagoog.
Gablenz was een multi-instrumentalist en veelzijdig begaafd man. Hij speelde uitmuntend orgel, piano, cello en fluit. Hij kwam bij een luchtvaartongeval op 49-jarige leeftijd om het leven. Hij schreef talloze composities waaronder een pianoconcert, een opera, symfonisch gedichten, twee symfonieën, een sonate voor cello en piano en veel koorwerken en liederen.
De meeste werken van Gablenz zijn of niet voltooid of nooit uitgevoerd. Zijn pianoconcert, voltooid in 1926, is pas voor het eerst uitgevoerd in 1977 in Santa Domingo door Józef Stompel. De uitvoering – première eigenlijk – werd mogelijk gemaakt door Thomas Gablenz, een van de zonen van Jerzy.
Gablenz kwam uit een muzikaal nest. Zijn grootvader van moederskant was violist en een van de directeuren van de Muziekacademie Krakau, zijn oom was een geoefend violist en zijn vader een uitstekende pianist. Van zijn ouders moest hij desalniettemin rechten studeren op de Jagiellonen Universiteit te Krakau.
Vader Gablenz kocht in 1914, vlak voor het uitbreken van de oorlog, een mosterd- en azijnfabriek voor zijn zoon Jerzy. Kort na het uitbreken van de Eerste Wereldoorlog vertrokken Jerzy's ouders en twee zussen naar Wenen, waardoor hij alleen achter bleef om het bedrijf te runnen. Ondanks de drukke bezigheid in het bedrijf vond hij nog tijd om fluit te spelen in een plaatselijk orkest en om het orgel in de kathedraal te bespelen. In 1917 trouwde hij met Małgorzata Schoenówna, die hij tien jaar eerder had ontmoet.
Vanaf die tijd (1917) ontstaan zijn eerste composities zoals symfonische gedichten, pianostukken, liederen en een suite voor strijkorkest. De meeste van deze werken zijn niet bewaard gebleven, onvoltooid of pas later uitgevoerd.
Zijn opera Bewitched circle, op. 6, voltooid in 1920, ging pas in 1955 in première; Sonnige Felder, op. 8 (1923), voor orkest, koor en solisten, bleef onvoltooid; Der Pilger, op. 12 (1923), een symfonisch gedicht voor groot orkest is nog nooit opgenomen; In den Bergen op. 17 (1924), een symfonisch gedicht voor orkest en mannenkoor ging pas in 1977 in première; Wastelands, op. 20 (1925), een symfonisch gedicht bleef onvoltooid (250 maten waren niet geïnstrumenteerd); Die Legende von Turbacz, op. 22 (1925), een symfonisch gedicht, werd pas uitgevoerd in 1936 en 1947.
Alleen zijn suite voor orkest An meine Kinder: Fünf Miniaturen, op. 23 uit 1925, werd het jaar na voltooiing door de componist uitgevoerd. Zes maanden later was zijn Symfonie nr. 1 in c-mineur, op. 24, af. “De uitvoering die voor 1928 was gepland, werd geannuleerd”, aldus een biografische aantekening van Thomas Gablenz, “vanwege 'zijn dissonantie en technische problemen', plus de slechte toestand waarin het symfonieorkest van Krakau op dat moment verkeerde”.
Tussen 1928 en 1936 componeerde Gablenz niets. Na de dood van zijn vader had hij zijn handen vol aan de fabriek. Hij breidde de onderneming danig uit en introduceerde de productie van ingeblikte augurken.
Gablenz was niet bij machte om zijn composities af te ronden of om uitvoeringen van de voltooide stukken te organiseren.
Zijn laatste compositie was Enchanted Lake (Duits: Verzauberter See) uit 1937 dat ook volledig geïnstrumenteerd was.
Op 11 november 1937 kwam het vliegtuig waarmee hij van Krakau naar Warschau vloog, in laaghangende wolken terecht, raakte een hoogspanningsmast en stortte neer. Van de twaalf passagiers aan boord verongelukten er vier; Gablenz was er een van.